# Souleymane Baba Diomandé
Souleymane Baba Diomandé (21 januari 1992) is een Ivoriaans voetballer. Hij speelt als middenvelder bij Lierse SK. Hij debuteerde voor Lierse op 14 september 2013 in het Jan Breydelstadion tegen Club Brugge. Hij viel na 57 minuten in voor Julien Vercauteren en was goed voor een assist op Rachid Bourabia.

## Statistieken
| Seizoen        | Club           | Land               | Competitie           | Competitie | Competitie | Beker | Beker | Internationaal | Internationaal | Totaal | Totaal |
| Seizoen        | Club           | Land               | Competitie           | Wed.       | Dlp.       | Wed.  | Dlp.  | Wed.           | Dlp.           | Wed.   | Dlp.   |
| -------------- | -------------- | ------------------ | -------------------- | ---------- | ---------- | ----- | ----- | -------------- | -------------- | ------ | ------ |
| 2012/13        | Paris FC       | Vlag van Frankrijk | Championnat National | 18         | 2          | 0     | 0     | —              | —              | 18     | 2      |
| 2013/14        | K. Lierse SK   | Vlag van België    | Jupiler Pro League   | 5          | 0          | 1     | 0     | —              | —              | 6      | 0      |
| 2014/15        | K. Lierse SK   | Vlag van België    | Jupiler Pro League   | 16         | 1          | 1     | 0     | —              | —              | 17     | 1      |
| 2015/16        | K. Lierse SK   | Vlag van België    | Tweede Klasse        | 7          | 0          | 2     | 0     | —              | —              | 9      | 0      |
| Carrièretotaal | Carrièretotaal | Carrièretotaal     | Carrièretotaal       | 46         | 3          | 4     | 0     | 0              | 0              | 50     | 3      |

2 Vinck ·
4 Frans ·
5 Boussaid ·
7 El-Gabas ·
8 Allach ·
11 Laurent ·
12 Kasmi ·
13 Buysens ·
14 Yakubu ·
15 Bourdin ·
16 Poelmans ·
17 Weuts ·
18 Wils ·
21 Sabir ·
22 Joachim ·
23 De Busser ·
24 Diarra ·
25 Binst ·
30 Goris ·
32 Andrei ·
34 Hall ·
39 Ntambwe ·
44 Janssens ·
44 Janssens ·
77 Yagan ·
Badibanga ·
Coach: Still